# Rue Paul Hymans
Pour les articles homonymes, voir Paul et Hymans.
La rue Paul Hymans (en néerlandais : Paul Hymansstraat) est une rue bruxelloise de la commune de Schaerbeek qui va du boulevard Général Wahis à la rue Henri Chomé en passant par la rue Louis Socquet.
La numérotation des habitations va de 1 à 45 pour le côté impair, et de 4 à 56 pour le côté pair.
Cette rue porte le nom d'un écrivain et homme politique belge, Paul Hymans, né à Ixelles le 23 mars 1865 et décédé à Nice le 9 mars 1941.